# Vemmelsvik
Vemmelsvik – wieś w zachodniej Norwegii, w okręgu Sogn og Fjordane, w gminie Vågsøy. Miejscowość leży na północnym brzegu fiordu Nordfjord. Vemmelsvik znajduje się 2 km na zachód od miejscowości Angelshaug oraz około 15 km na południowy wschód od centrum administracyjnego gminy Måløy. 
W czasie II wojny światowej stacjonowało tu około 150 niemieckich żołnierzy i przebywało około 65 rosyjskich jeńców wojennych. Była tutaj usytuowana twierdza, której budowa została ukończona w 1942 roku. Została wybudowana przez Niemców w wyniku zniszczenia fortu na Måløy w 1941 r. Głównym celem było zablokowanie wejścia pływającym jednostkom bojowym do fiordów Nordfjord i Vågsfjord. Do dzisiaj znajdują się pozostałości bunkrów i stanowisk artylerii.